# Parafia Zwiastowania Najświętszej Maryi Panny w Zamościu
Parafia Zwiastowania Najświętszej Maryi Panny w Zamościu – parafia należąca do dekanatu Zamość diecezji zamojsko-lubaczowskiej. Została utworzona 3 lipca 1994 r. Kościół parafialny został wybudowany w latach 1637-1662, konsekrowany w 1662. Mieści się na Starym Mieście przy ulicy S. Staszica, natomiast plebania przy pobliskiej ul. T. Kościuszki.